# Antikvariatskatalog
Antikvariatskatalog är en oftast tryckt försäljningskatalog över delar av sortimentet på ett eller ibland flera antikvariat. Ofta innehåller den böcker i ett särskilt ämne, exempelvis arkeologi eller nautica, eller böcker ur ett särskilt dyrbart eller intressant bibliotek. Särskilt välgjorda eller omfattande kataloger används även sedan böckerna sålts som referenslitteratur på ett visst område och som värderingshjälp i handeln med äldre böcker. Till skillnad från en auktionskatalog är priserna i en antikvariatskatalog fasta. Antikvariatskataloger har funnits i Sverige sedan andra halvan av 1800-talet och var under hela 1900-talet ett viktigt forum för handeln med äldre böcker. Numera har de till stor del ersatts av handel över internet. Äldre kataloger som blivit kända för att vara omfattande och/eller välgjorda är bland andra de från Klemmings Antikvariat, Björck & Börjeson, Ove Hagelin och Sandbergs antikvariat. En högklassig katalogproduktion bedrivs fortfarande av Mats Rehnström, Centralantikvariatet och Antikvariat Morris.